# 35-я отдельная гвардейская мотострелковая бригада
35-я отдельная гвардейская мотострелковая Волгоградско-Киевская ордена Ленина, Краснознамённая, орденов Суворова и Кутузова 2-й степени бригада (сокр. 35 омсбр, в/ч 41659) — тактическое соединение Сухопутных войск Российской Федерации.
Формирование входит в состав 41-й гвардейской общевойсковой армии. Пункт постоянной дислокации — г. Алейск Алтайского края.

## История
Предшественником формирования является 4-й танковый корпус (с 7 февраля 1943 года — 5-й гвардейский танковый корпус) сформированный в апреле 1942 года Директивой НКО № 724218сс от 31.03.1942 г. в Воронеже. В составе действующей армии с 21 апреля 1942 года. Боевое крещение корпус принял 24 июня 1942 года под Старым Осколом. Боевой путь соединения пролегал через Сталинград, Курскую дугу, Харьков и Киев. В дальнейшем танкисты сражались в Венгрии и Австрии. По завершении Великой Отечественной войны, корпус был переброшен на Дальний Восток, где участвовал в Маньчжурской стратегической наступательной операции. 5-й гвардейский танковый корпус освободил города Чанчунь, Мукден, Далянь, Люйшунь.
В сентябре 1945 года на основании приказа НКО СССР № 0013 от 10 июня 1945 года корпус переформирован в 5-ю гвардейскую танковую дивизию. C мая 1957 года дивизия переформировывается в 122-ю гвардейскую мотострелковую.
В 1989 году соединение, дислоцировавшееся в Даурии, переформировывается в 122-ю гвардейскую пулемётно-артиллерийскую дивизию. Вместо расформированного 375-го гв. мотострелкового полка в состав дивизии включены 363-й и 383-й пулемётно-артиллерийские полки сформированные на базе 11-го, 14-го, 18-го и 19-го укрепрайонов (УР) 36-й общевойсковой армии.
1 июня 2009 года дивизия переформирована в 35-ю отдельную гвардейскую мотострелковую бригаду в ходе масштабной реформы Вооружённых сил и наследует награды, боевую славу и почётные наименования 122-й гвардейской мотострелковой Волгоградско-Киевской ордена Ленина, Краснознамённой, орденов Суворова и Кутузова дивизии, в годы ВОВ носившей именование 5-й гвардейский танковый корпус.
Бригада была размещена на месте дислокации расформированной в 2000-х годах бывшей 41-й гвардейской ракетной дивизии 33-й гвардейской ракетной армии.

### Участие вовторжении на Украину
Подразделения 35 гв.омсбр принимали участие в боях за Чернигов в феврале-марте 2022 года. 
26 февраля 2022 года во время попытки захвата аэродрома  был подбит танк Т-72 командира батальона майора Леонида Щеткина, который следовал во главе колонны. Предварительно из танка было произведено несколько выстрелов по гражданским объектам. Механик-водитель погиб, а Щеткин и наводчик Михаил Куликов скрывались в курятнике, угрожали оружием местным жителям, после чего были захвачены в плен защитниками Чернигова. 
Впоследствии Михаилу Куликову и  Леониду Щёткину Черниговской обласной прокуратурой было предъявлено обвинение в отдании приказа на совершение действий, нарушающих законы и обычаи войны (отдал приказ произвести прицельный выстрел осколочно-фугасным снарядом калибра 125 мм по жилому многоэтажному дому, то есть по объекту, не являющемуся военной целью и не используемому для военных нужд); наводчик Куликов, выполнивший приказ, был осуждён по этому делу на 10 лет лишения свободы, а его командир майор Щёткин благодаря обмену пленными вернулся в Россию.
В конце марта 2022 года убит начальник штаба — заместитель командира реактивного артиллерийского дивизиона 35 омсбр майор Лисовский Олег Викторович.
По итогам боёв за Авдеевку 35-й отдельной мотострелковой бригаде объявлена благодарность от Верховного главнокомандующего Вооружёнными силами в поздравительной телеграмме генерал-полковнику А. Н. Мордвичёву от 17 февраля 2024 года.

## Состав
- управление[16];
- 1-й мотострелковый батальон;
- 2-й мотострелковый батальон;
- 3-й мотострелковый батальон;
- стрелковая рота (снайперов);
- танковый батальон;
- 1-й гаубичный самоходно-артиллерийский дивизион;
- 2-й гаубичный самоходно-артиллерийский дивизион;
- реактивный артиллерийский дивизион;
- противотанковый артиллерийский дивизион;
- зенитный ракетный дивизион;
- зенитный ракетно-артиллерийский дивизион;
- разведывательный батальон;
- инженерно-сапёрный батальон;
- батальон управления (связи);
- ремонтно-восстановительный батальон;
- батальон материального обеспечения;
- рота БПЛА;
- рота РХБЗ;
- рота РЭБ;
- комендантская рота;
- медицинская рота;
- батарея управления и артиллерийской разведки (начальника артиллерии);
- взвод управления и радиолокационной разведки (начальника ПВО);
- взвод управления (начальника разведывательного отделения);
- взвод инструкторов;
- взвод тренажеров;
- полигон;
- оркестр.

## Происшествия
Подразделения бригады в 2014 году располагались возле российско-украинской границы.
14 февраля 2019 года в ходе плановых занятий по боевой подготовке на полигоне в Алтайском крае, вследствие грубого нарушения требований безопасности при эксплуатации бронетанковой техники, военнослужащий по контракту был придавлен машиной, совершавшей манёвр, к борту другой машины, в результате чего получил травмы несовместимые с жизнью
5 августа 2019 года на складах ракетно-артиллерийского вооружения произошёл взрыв[уточнить] в связи с несоблюдением правил хранения боеприпасов. По показаниям очевидцев на складах много влаги, из за чего в ящиках со снарядами бывают ящерицы и змеи. По некоторым данным военнослужащий срочной службы перенося ящик со взрывными снарядами испугался змеи и уронил ящик, что спровоцировало взрыв.
30 декабря 2020 года Алтайский краевой суд вынес приговор по делу преступной группы, занимавшейся вымогательством денег в 2015 году у местных жителей и военнослужащих мотострелковой части № 41659, дислоцированной в городе Алейске. Потерпевшими признаны 36 человек, из них 24 контрактника и один младший офицер, ставшие жертвами вымогателей.

## Командиры бригады
- гвардии генерал-майор Тюрин Г. Р[20].
- гвардии полковник Шелухин А. О[21].
- гвардии полковник Курыгин О. В[22].

## Отличившиеся воины
- Гвардии майор Габдрахманов, Раиль Наилович — командир танковой роты.
- Гвардии капитан Петелин, Михаил Александрович — заместитель командира штурмового отряда.